# آلی نوی هاوایی
آلی نوی هاوایی (انگلیسی: Aliʻi nui of Hawaii)، فرمانروای عالی (که گاهی «شاه» یا «موی» نامیده می‌شود) جزیره است. «آلی ای» به طبقه حاکم هاوایی قبل از تشکیل پادشاهی جزایر هاوایی اشاره دارد. در اینجا، «هاوایی» به هاوایی (جزیره) اشاره دارد که به آن «جزیره بزرگ» نیز گفته می‌شود.